# 細川勝久
細川 勝久（ほそかわ かつひさ）は、室町時代後期から戦国時代にかけての武将・守護大名。備中国守護。官職は兵部少輔、後に兵部大輔。また上総介を称した。細川備中守護家当主。足利義政の御供衆、後に御相伴衆となったとする資料もあるが不明。
応仁の乱では細川氏一門として本家の京兆家当主で管領・細川勝元の下で東軍として戦う。しかし後に勝元の子細川政元と対立するようになり、備中に在国し領国統制に苦闘することになる。

## 備中守護家のなりたち
細川氏は南北朝時代に同族の足利氏の伸張と共に本貫の三河国から畿内・四国にその勢力圏を広げており、中国への拠点として備後国、備中国への影響を深めていた。当初は本家にあたる京兆家による影響力の滲透を図ったようだが、後に備中守護には細川満之を祖とする細川氏の一族が任じられ、この系統は備中守護家と称されるようになった。勝久は満之の曾孫にあたる。三河にも所領があり、宝飯郡市田付近にあったことが確認できる。満之の兄・細川頼有の曾孫である和泉上守護家の細川教春は野口城・市田城を領有し、勝久は茂松城（御津町広石）を領有していた。
父から受け継いだ所領は他にも数か国（讃岐国那珂郡子松（小松）郷など）に存在したようであるが、幕府の職制としては備中守護を世襲した。しかし守護家の備中統制は成立時よりあまり強固なものではなかったとされる。
鎌倉時代の守護の職権が大犯三箇条と大番役などの軍事・警察的な性格なものであったの比べると、室町時代の守護は、幕府により国内の荘園・公領へ統治的・経済的支配を及ぼしうる様々な権限を付与された。すなわち大犯三ヶ条の検断権、に加えて興国7年/貞和2年（1346年）には刈田狼藉の検断権、使節遵行権（刈田狼藉は武士間の所領紛争に伴って発生する実力行使であり、使節遵行は幕府の判決内容を現地で強制執行することである。この両者により、守護は国内の武士間の紛争へ介入する権利と、司法執行の権利の2つを獲得した）が、正平7年/文和元年（1352年）には半済給付権（軍事兵粮の調達を目的に、国内の荘園・国衙領の年貢の半分を徴収することのできる半済の権利が守護に与えられた。当初は、戦乱の激しい3国（近江・美濃・尾張）に限定して半済が認められていたが、やがて全国で半済は恒久化されるようになる）、闕所地給付権、段銭・棟別銭徴収権などが付与された。守護はこれらの権限を根拠として、守護使を荘園・公領へ派遣し、段銭・兵糧・人夫などを徴発するようになった。また国衙の機能を実質的に吸収し、国衙の支配する公領（郡・郷・保など）を自らの支配下へと組み込んだのである。
備中は南北朝時代を経ても依然広大な国衙を有しており、京兆家は備中を事実上の支配下においた。守護が満之に移った後も勝久に到るまでこの構図は変わらず、段銭徴収を行うにしても京兆家の意向を伺う必要性があったようである。また応永14年（1407年）に分家の野州家当主細川満国が鴨山城を領有しており、これは備中浅口郡の経営拠点となっていたと思われる。
これらの事も相まって、守護家には領国統制に関する主体性の発揮と言う点で不満が蓄積されていたようである。さらに京兆家の支配の及ばない地域での守護側による徴収は、かなり過酷なものであったようである。つまりこの状況は、守護家による一円的な支配基盤が脆弱であったことを示唆しており、さらに戦国時代への移行期には後継問題も加わり、その守護領国制は大きく揺らぐ事になる。

## 生涯
細川氏一門である備中守護家出身で細川氏久の子として誕生。「勝」の字は勝元と同様、7代将軍・足利義勝から偏諱を賜ったものと思われ、この頃に元服を済ませたと考えられる（「久」は父・氏久から1字を取ったもの）。兄弟の細川政信とともに足利義政に仕えた（勝久は御供衆・御相伴衆、政信は御部屋衆）。養子に義春（之勝）。

### 応仁の乱
応仁の乱で勝久は京兆家の細川勝元の指揮下で東軍の有力武将として戦っている。応仁元年（1467年）5月26日には洛中の戦闘（上京の戦い）が始まった。勝元は相国寺に本陣を定め、東軍の武田信賢らが花の御所（室町殿）に西面する山名宗全方の一色義直の邸を襲撃し焼き払った。これに対し山名、畠山、斯波勢ら西軍は応戦し、一条大宮の勝久邸を攻撃した。京極、武田、赤松勢も加わり戦闘は激化したが、5月27日から28日にかけて勝久、教春、淡路守護細川成春ら細川一門の邸が炎上している。勝久邸跡には徳正寺（富小路通四条下ル）があり、「題徳正寺細川井」と記された碑が建立されている。
この後官軍となっていた東軍有利に事態は進展していたが、5月10日に山口を出立していた大内政弘らの軍勢が、7月20日に播磨国兵庫津に到着し洛中へと押し寄せると事態は一変した。足利義視は伊勢国へ出奔し、西軍は9月1日に武田信賢が守る三宝院に総攻撃をかけて陥落させた（三宝院の戦い）。また洛東でも一大合戦が行われ、南禅寺や青蓮院などの由緒ある寺々が壊滅的な被害を受けている（東岩倉の戦い）。戦況は西軍有利に展開しており、東軍に残されているのは花の御所と相国寺の一帯だけになった（創建当初の相国寺は一条室町あたりに総門があったといわれ、東は寺町通、西は大宮通、南は一条通、北は上御霊神社との境までの広さがあった）。
10月3日、西軍が相国寺を攻め立てると一部の僧がこれに内応して放火、炎の中での激戦の末に東軍は退却し、花の御所に追いつめられた。西軍はさらに花の御所の奪取をも目論むが、西軍諸将も花の御所の攻撃はやや逡巡しているうちに、翌4日には畠山政長率いる東軍3千の軍勢の猛攻を受け撤退する羽目になった（相国寺の戦い）。この後洛中での戦いは膠着状態となっていく。なお三河の茂松城は駿河守護今川義忠により功略されている。

### 備中大合戦
この大乱を機に、備中でも寺社領や公家領の荘園に対する土着武士の争奪戦が激化していた。それ以前に寛正2年（1461年）、新見荘では守護被官安富氏の代官支配を退け、東寺の直轄支配を要求する土一揆が発生している。これは守護の収奪に対する反発が高まってきていたことも遠因と思われる。
備中守護代庄元資は伊豆守を称し、猿掛城を本拠に勢力を強めていた。応仁の乱の最中の文明3年（1471年）、守護細川氏に属して備後柏村で菅氏と戦い、弟資長を失っている。文明12年（1480年）3月、安富元家らと共に丹波国に発向、一宮宮内大輔を討滅し、後にその功を元家と争っている。庄氏は本来京兆家が被官化していたが、やがて備中守護家の被官ともなっていた。
勝久が京兆家の管領細川政元と対立すると、 延徳3年（1491年）にはその命を受けた庄元資との間に抗争が生じた。元資は讃岐の香西氏、備前国の松田元藤らと連携して守護勝久方の軍勢を打ち破り、500余人を討ち取り守護方の倉を略奪した。いわゆる「備中大合戦」が勃発したのである。
在京していた勝久は翌明応元年（1492年）に軍勢を引き連れて備中に入国し、合戦におよんだ。この時政元側の庄元資には三村新四郎、新見国経、秋庭元重らが、勝久側には石川源三、庄久資らがそれぞれ加わっている。勝久は庄元資らを破り元資を国外へ追い出したが、京兆家の援助を受ける元資は安芸国・石見国の国人（毛利弘元ら）の合力で再び備中へ出陣し、勝久と和睦した。形の上では守護の勝利に終わったものの、以後守護の権威は大いに衰え、有力国人勢力が台頭してくるのである。勝久が明応2年（1493年）に詠んだ歌が『金言和歌集』に収録されているが、その後活動の記録が途絶えるため、死去したと推測されている。
勝久の後継には阿波守護家から細川成之の次男である之勝を迎えていたが、之勝は後に阿波守護家に戻り家督を継ぎ義春と称したため、備中守護家の後継は空席となっていた。そこで細川一門である細川駿河守（細川政清）と庄氏との間で対立が生じ、備中大合戦は再開され、庄氏が推す阿波守護家出身の細川之持（義春の子）が備中守護となった。之持は政元の養子の1人である細川澄元の兄である。
永正の錯乱の後に澄元は一時京兆家の当主となるが、やがて澄元に代わり野州家出身の細川高国が京兆家の家督を握った。高国は従弟である細川国豊を備中守護に任じて之持の排斥を図るが、国豊系の断絶に伴い、続いて高国の実父である細川政春が備中守護となり、その子孫は備中において一定の勢力は保持していたものの、戦国時代においては既に守護としての実権はなかった。備中は守護代であった庄氏・石川氏、また庄氏との連携を深めていた三村氏、さらに伊勢氏・陶山氏などの備中36氏と称された諸勢力が国人としてそれぞれ割拠する状況であった。これを助長したのは京兆家のみならず、大内氏、さらには覇を競う尼子氏らの介入が続いたことによる。これらのことも相まって守護家が備中の戦国大名へと変貌することは無かった。戦国大名として備中を制したのは毛利氏であった。

## 文献
- 植木成行『中世備中の歴史』
- 古野貢『中世後期細川氏の権力構造』吉川弘文館、2008年。